# Anatoli Lwowitsch Kubazki
Anatoli Lwowitsch Kubazki (russisch Анатолий Львович Кубацкий; * 1. November 1908 in Moskau; † 29. Dezember 2001 ebenda) war ein sowjetischer Schauspieler.

## Leben und Leistungen
Kubazki, dessen Vorfahren aus Polen stammten, begann 1928 im Russischen Akademischen Jugendtheater aufzutreten und feierte noch im gleichen Jahr sein Kinodebüt. Ab 1931 arbeitete er auch fürs Radio. Von 1942 bis 1957 hatte Kubazki Engagements am Majakowski-Theater und wurde unmittelbar danach für das Gorki Studio verpflichtet, wo er ab diesem Zeitpunkt v. a. in diversen Märchenfilmen Alexander Rous tragende Nebenrollen spielte. Kubazki war noch mit über 80 Jahren aktiv, seine Filmografie umfasst mehr als 100 Rollen, z. T. auch als Synchronsprecher. Seine Laufbahn war im Jahr 2008 Thema einer Folge der Dokumentarfilmreihe Человек в кадре (Tschelowek w kadre).

## Privates
Kubazki war mit Raisa Elpert-Halperin verheiratet, aus der Ehe ging ein Sohn hervor. Er starb im Alter von 93 Jahren in Moskau und fand auf dem Pjatnizkoje-Friedhof die letzte Ruhe.

## Filmografie (Auswahl)
- 1955: Im Eismeer verschollen (More studjonoje)
- 1958: Die Abenteuer des gestiefelten Katers (Nowy pochoschdenija Kota w Sapogach)
- 1959: Die diebische Elster (Soroka-worowka)
- 1959: Die verzauberte Marie (Marija-Iskysniza)
- 1960: Brot und Rosen (Chleb i rosy)
- 1962: Die Nacht vor Weihnachten (Wetschera na chutore blus Dukanki)
- 1963: Im Königreich der Zauberspiegel (Korolestwo kriwych serkal)
- 1964: Abenteuer im Zauberwald (Morosko)
- 1967: Anna Karenina
- 1968: Feuer, Wasser und Posaunen (Ogon, woda i … mednye truby)
- 1969: Schild und Schwert (Schtschit i metsch)
- 1969: Der Dorfdetektiv (Derewenski detektiw)
- 1970: Die schöne Warwara (Warwara-Krasa, dlinnaja kosa)
- 1972: Chipollino
- 1974: Rhapsodie des Nordens (Sewernaja rapsodija)
- 1975: Das bucklige Pferdchen (Konjok-gorbunok) (Synchronsprecher)
- 1991: Sünde (Grech)